# Tienta
Dans le monde de la tauromachie, on appelle tienta ou tentadero (littéralement : « essai ») l'épreuve de sélection des vaches et taureaux reproducteurs, parents des toros de lidia.

## La tienta classique
Elle concerne uniquement les femelles. L'âge optimum pour les bêtes est de trois ans voire quatre. L'épreuve se pratique dans une petite arène attenant à chaque élevage et comporte deux temps. Dans le premier temps, un cavalier armé d'une pique à pointe réduite se place à l'opposé du toril et loin de toute porte pour que la charge de la femelle  réponde uniquement à l'instinct d'attaque. Dans ce premier temps, les interventions à la cape sont limitées. Le deuxième temps est l'épreuve de la muleta dans lequel on évalue la bravoure de l'animal par la longueur de ses charges

## La tienta por accoso y derribo
Ce mode de tienta concerne essentiellement les erales, jeunes taureaux mâles. Les bêtes ne dépassent pas l'âge de deux ans. Elle se pratique au milieu des pâturages. Deux ou trois cavaliers armés d'une longue perche, la garrocha, séparent le jeune veau du troupeau et le poursuivent en le piquant à la croupe, puis le renversent devant deux autres cavaliers qui sont l'éleveur et le « tentador »,,. Selon le temps qu'il met à se relever ou à charger, on juge de la bravoure de l'animal. Mais compte tenu des risques que court le jeune veau (patte cassée, corne abîmée), ce mode de tienta est de moins en moins pratiqué.

## La tienta des mâles
On ne doit pas procéder de la même façon avec les mâles qu'avec les femelles pour la raison qu'un taureau ne doit jamais avoir été toréé avant d'aller à une corrida. Seuls les étalons ou « sementales », destinés à la reproduction, sont testés. Toutefois, on ne leur montre aucune cape ni aucune muleta, les quites se font « a cuerpo limpio », c'est-à-dire en appelant l'animal et en se sauvant. Les deux meilleurs seront testés de nouveau, piqués, conduits à la cape, toréés à la muleta et ils entreront dans la catégorie des reproducteurs s'ils font preuve de bravoure,.

## Calendrier des tientas
Elles ont toujours lieu hors temporada au moment où les toreros sont libres d'y participer, en particulier en février et mars. « Certains éleveurs pensent, avec quelques bonnes raisons, que le fait de demander le concours d'excellents toreros pour leurs tientas peut éventuellement masquer les défauts d'une vache. » Mais il arrive aussi que les éleveurs invitent à leurs tientas des novilleros, voire des aficionados-toreros, ce qui renseigne les éleveurs plus exactement sur les qualités de leurs vaches.